# Arne Torger

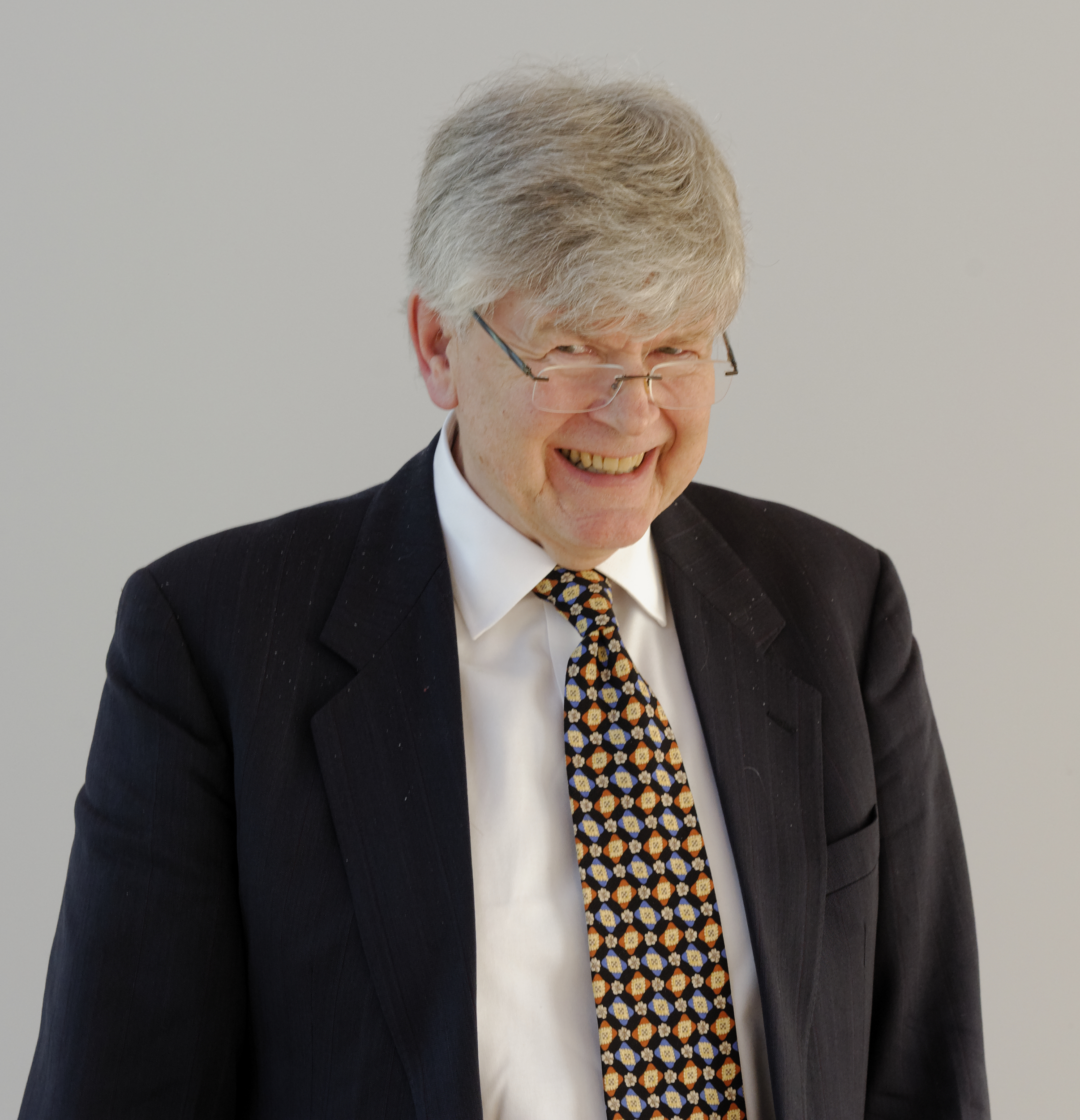
Arne Torger beim Rotary-Klavierwettbewerb Jugend

Arne Torger (* 13. März 1946 in Dals Långed; Schweden) ist ein schwedischer Pianist.

## Leben
Mit 13 Jahren gab Torger sein Debüt mit dem A-Dur-Klavierkonzert von Mozart. Er ist verheiratet mit Friedl Torger.

## Ausbildung
Bereits in der Schulzeit in Stockholm erhielt er Unterricht bei Hans Leygraf. Später folgte er ihm zum Studium nach Hannover.

## Lehrtätigkeit
Torger begann seine Lehrtätigkeit an der Musikhochschule in Stockholm. Danach folgten fünf Jahre an der Akademie für Tonkunst in Darmstadt sowie an den Hochschulen in Heidelberg und Hannover. Von 1980 bis 1997 war er Professor an der Musikhochschule in Würzburg und wechselte dann als ordentlicher Professor an die Hochschule "Franz Liszt" in Weimar, wo er bis 2008 unterrichtete.
Des Weiteren gab er Kurse für Klavier und Kammermusik im In- und Ausland, an der Internationalen Sommerakademie Mozarteum Salzburg, am Leipziger Bach-Archiv und führte internationale Kurse der Jeunesses Musicales in Weikersheim durch. Viele Jahre war er Lehrer und Kammermusikpartner bei den Kursen in Sveg und Umeå/Schweden.

## Konzerttätigkeit
Torgers Repertoire umfasst Klavierkonzerte von Bach, Mozart, Beethoven, Schumann, Grieg und Ravel, aber auch von Hindemith, de Falla, Messiaen und Stenhammar sowie die Strauss-Burleske. Er gibt Konzerte mit dem Schwedischen Rundfunksinfonieorchester und den Stockholmer Philharmonikern unter der Leitung von u. a. Kurt Masur, Sixten Ehrling und Herbert Blomstedt. Aktuell (Mai 2013) führt er alle 32 Klaviersonaten von Beethoven an acht Konzertabenden auf.

## Veröffentlichungen
Die Ersteinspielung sämtlicher Klaviertrios von Franz Berwald (als Mitglied des Seraphin-Trios) sowie seine Aufnahme von Beethovens letzter Klaviersonate op. 111 erhielten international hervorragende Kritiken.
Torger übernahm den Klavierpart in der Uraufführung von Anders Eliassons Horntrio. Des Weiteren gibt es eine CD von ihm mit romantischer schwedischer Cello-Klavier-Literatur, die er gemeinsam mit dem Solocellisten des schwedischen Rundfunksinfonieorchesters und Professor an der Stockholmer Musikhochschule, Ola Karlsson, aufgenommen hat.

## Tätigkeit als Juror und Förderung der Jugend
Torger ist bei vielen Wettbewerben als Juror tätig, unter anderem
- Internationaler Johann-Sebastian-Bach-Wettbewerb in Leipzig
- Bachwettbewerb in Saarbrücken bzw. Würzburg, Genf
- Deutscher Musikwettbewerb in Berlin
- Mitbegründung eines Wettbewerbs der Lions für junge Musiker sowie langjährige Betreuung als Präsident der Jury
- Mitarbeit in verschiedenen Bundesländern bei Jugend musiziert in Jurys und Förderkursen
- eine kleine Konzertreihe für den Lions Club Würzburg De Leone hat er ins Leben gerufen; sie gibt jungen Musikern die Möglichkeit, Programme vor Publikum auszuprobieren
- Rotary Klavierwettbewerb Jugend

## Berühmte Schüler
- Armin Fuchs
- Stephan Kaller
- Ann-Helena Schlüter
- Stefan Danhof
- Manja Lippert
- Kyoko Asaka
- Yukiko Sano
- Marina Goshkieva